# Михалево (Вачский район)
Михалево — деревня в Вачском районе Нижегородской области России. Входит в состав Казаковского сельсовета.

## География
Расположено в 2 км юго-юго-восточнее от районного центра — Вачи.

## История
В прошлом — деревня Михалево Казаковского прихода Муромского уезда Владимирской губернии.
В окладных книгах за 1676 год в сведениях о составе Казаковского прихода сказано, что в деревне Михалеве 4 двора крестьянских. В 1897 году в Михалево был 41 двор.
В 1840-х годах Михалево входило в состав владений князя Сергея Григорьевича Голицына.

## Население
| 1859 | 1905 | 1926 | 1999 | 2002 | 2010 |
| ---- | ---- | ---- | ---- | ---- | ---- |
| 190  | ↗257 | ↗287 | ↘42  | ↘34  | ↘20  |

## Инфраструктура
В Михалево есть стационарная телефонная связь, в нём также установлен «красный» таксофон с номером (83173) 78-114.